# Lackerbaueria
Lackerbaueria   (лат.) — род клещей из семейства Acaridae, насчитывающий около 5 видов. На роющих осах Psenulus, Stigmus, Crabro fossorius и осах рода Ectemnius: Ectemnius (Metacrabro) spinipes
(A. Morawitz) и E.(M.) fossorius (L.) (Hymenoptera, Sphecidae). Вид Lackerbaueria fatigo обнаружен на посевном рисе (Oryza sativa).
- Lackerbaueria cribratissima Zachvatkin, 1941 — Россия (Ивановская область[1], Сахалинская область и о.Кунашир, Курильские острова)[3]
- Lackerbaueria errans Ashfag & Sarwar, 1999 — Пакистан (Фейсалабад)
- Lackerbaueria fatigo Sarwar, 2000 — Пакистан (Пенджаб, Sheikhupura)
- Lackerbaueria lahoriensis Ashfaq, Mustafa-Aheer, Chaudhri & Majid, 1988 — Пакистан